# Vodní elektrárna Mezzocorona
Vodní elektrárna Mezzocorona je vodní dílo na řece Noce v severní Itálii. Je starší součástí kaskády Santa Giustina-Taio-Mollaro-Mezzocorona. Instalovaný výkon 54 MW představuje téměř čtvrtinu celkového výkonu elektráren na řece.

## Historie projektu a výstavby
První projekty na využití řeky Noce k výrobě elektrické energie pocházejí z konce první světové války. Systém Mezzocorona na nejspodnějším úseku řeky byl budován spolu s elektrárnami v nejvyšších vysokohorských částech. Jednalo se o období intenzivní industrializace v Itálii v období Mussoliniho podpory velkolepých technických děl. V roce 1928 byla uvedena do provozu elektrárna Cogolo a v roce 1931 elektrárna Malga Mare, které zpracovávaly na Peltonových kolech malý průtok horské bystřiny Noce na spádech přes 600 m. Vodní dílo Mezzocorona bylo budováno za účelem zpracování vyšších průtoků ze středního a dolního povodí. S hlavním akumulačním členem se počítalo při projektu díla Santa Giustina, který byl však realizován až v roce 1951. Projekt počítal se třemi potrubními přívody. Zpoždění výstavby na vyšší stanici vyvolalo dočasné zapojení dvoucestného systému s předpokladem navýšení po dobudování díla v Santa Giustina. Později praxe nakládání s vodou potřebu třetí cesty nevyvolala. Elektrárna v Mezzocoroně byla uvedena do provozu v roce 1929, kdy bylo možné využít jen zádrže padesátimetrové přehrady Mollaro. Práce probíhaly od roku 1926. Po roce 1951 se do systému zapojila voda přehradní nádrže Santa Giustina a při zachování výkonu vzrostla roční výroba elektrárny.

## Popis díla
Dílo využívá vodu z povodí o ploše 1 228 km², což je 87 % povodí řeky Noce.  Vodu pro výkon zadržuje betonová tížní hráz v lokalitě obce Mollaro o výšce 42,5 m a délce koruny 100 m. Přehradní nádrž při maximální kótě 348 m n. m. poskytuje 850 000 m3 užitečného objemu. Toto množství postačuje pro čtyři hodiny špičkového provozu při maximálním výkonu. Nádrž je však zásobována vodou z elektrárny Santa Giustina-Taio, se kterou pracuje většinou v paralelním provozu a délka trvalého provozu je tak výrazně vyšší.

Voda je přiváděna tunelem o průřezu 10 m2 a délce 9 123 m. Vyúsťuje ze skalního bloku nad městem Mezzocorona. Odtud jsou dvě potrubí o délce 120 m svedena po svahu pod betonovými mostky, chránícími potrubí před padajícími kameny. Hltnost systému je 60 m3/s s možností navýšení na 80 m3/s při založení třetího, projektem plánovaného potrubí. Před vstupem do strojovny se obě potrubí spojují í v jediný přívod, ze kterého je voda odebírána do tří soustrojí s Francisovými turbínami. Ty při spádu 124 m poskytují 54 MW. Elektrický výkon je napojen na vysokonapěťovou i místní síť a průměrná roční dodávka činí 210 GWh.

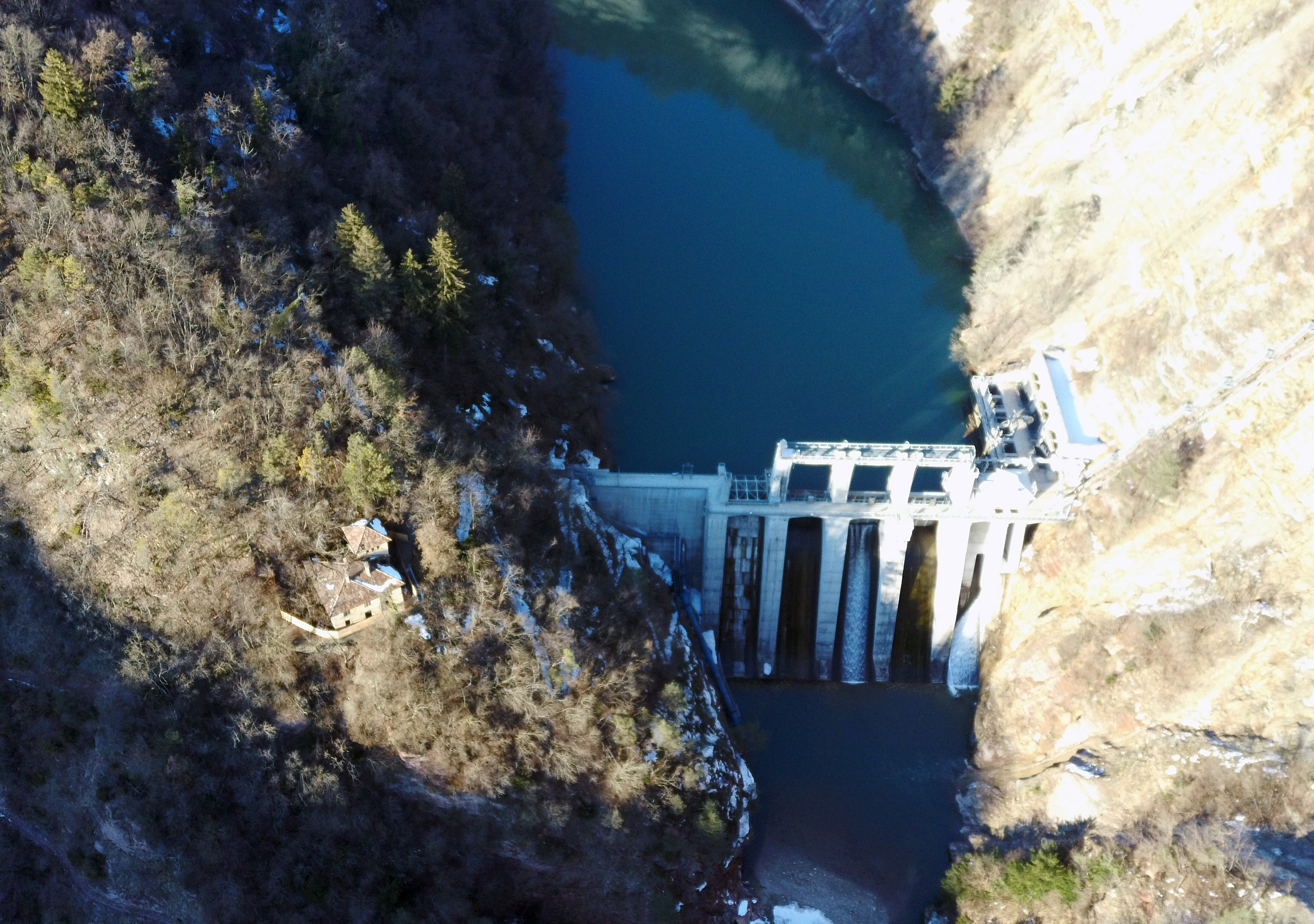
Přehrada nádrže Mollaro
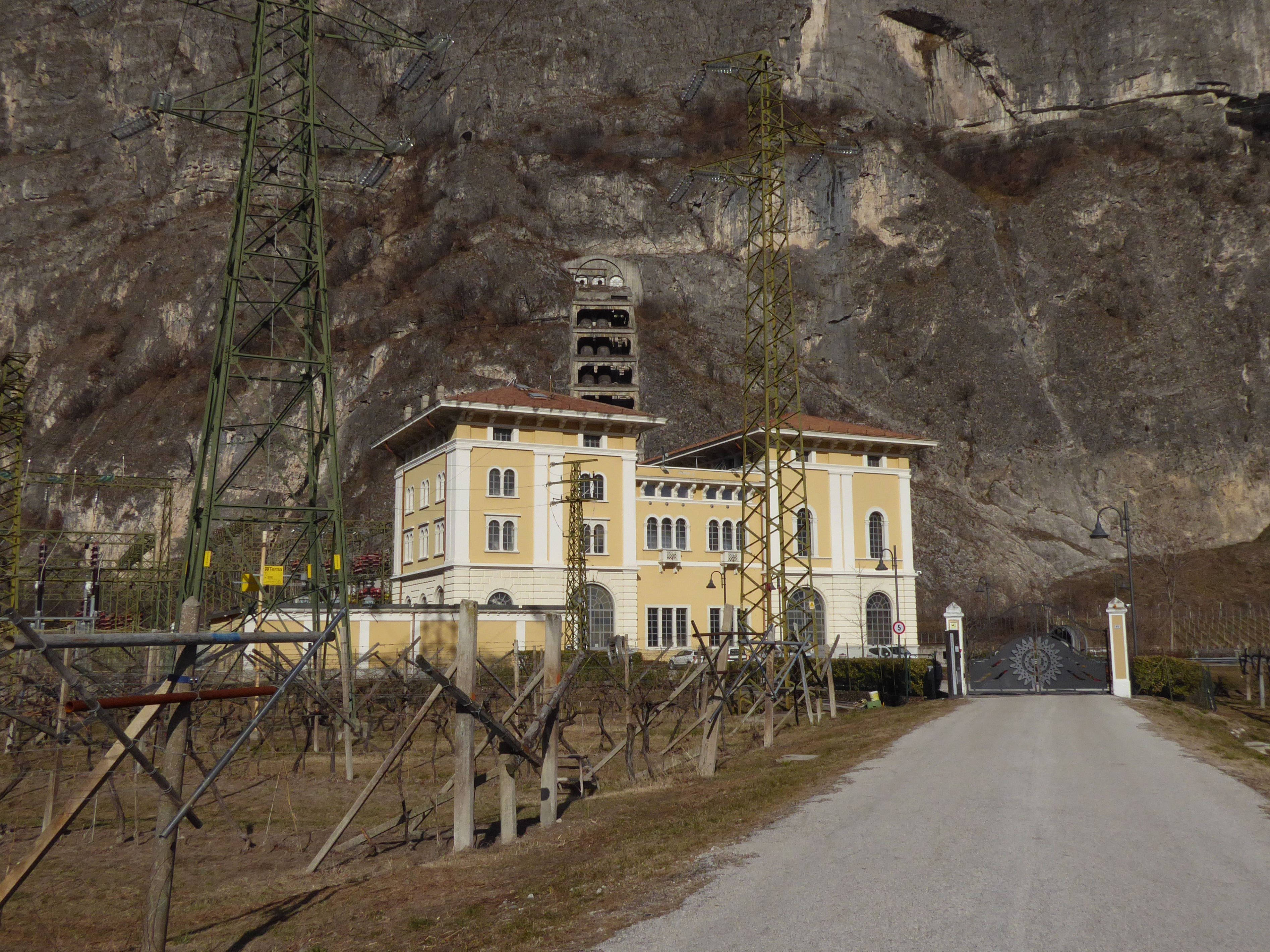
Vstup do elektrárny prochází vinicemi
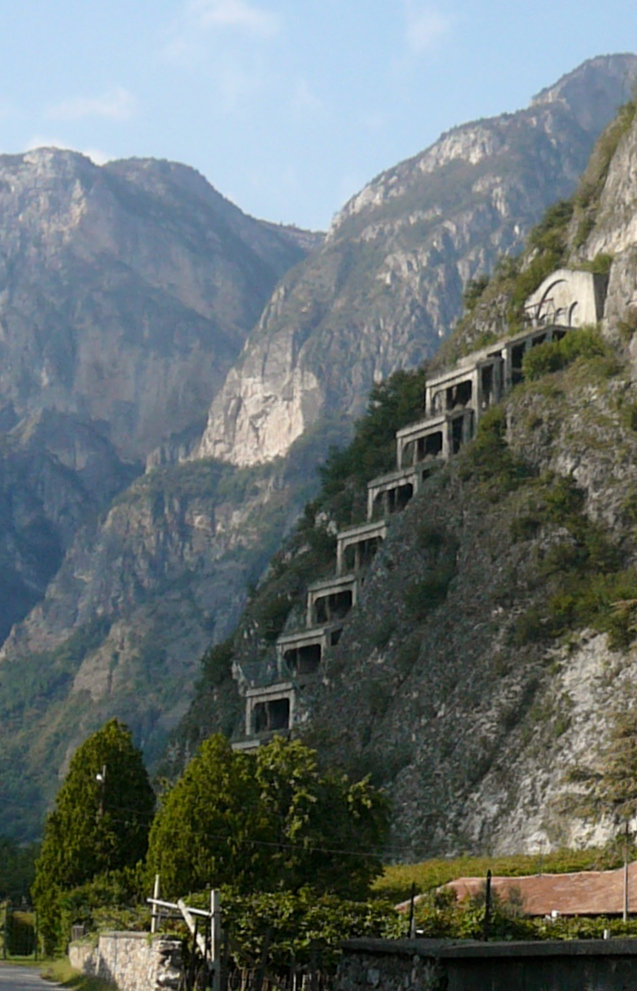
Ochrana potrubí vytváří dojem obřího schodiště
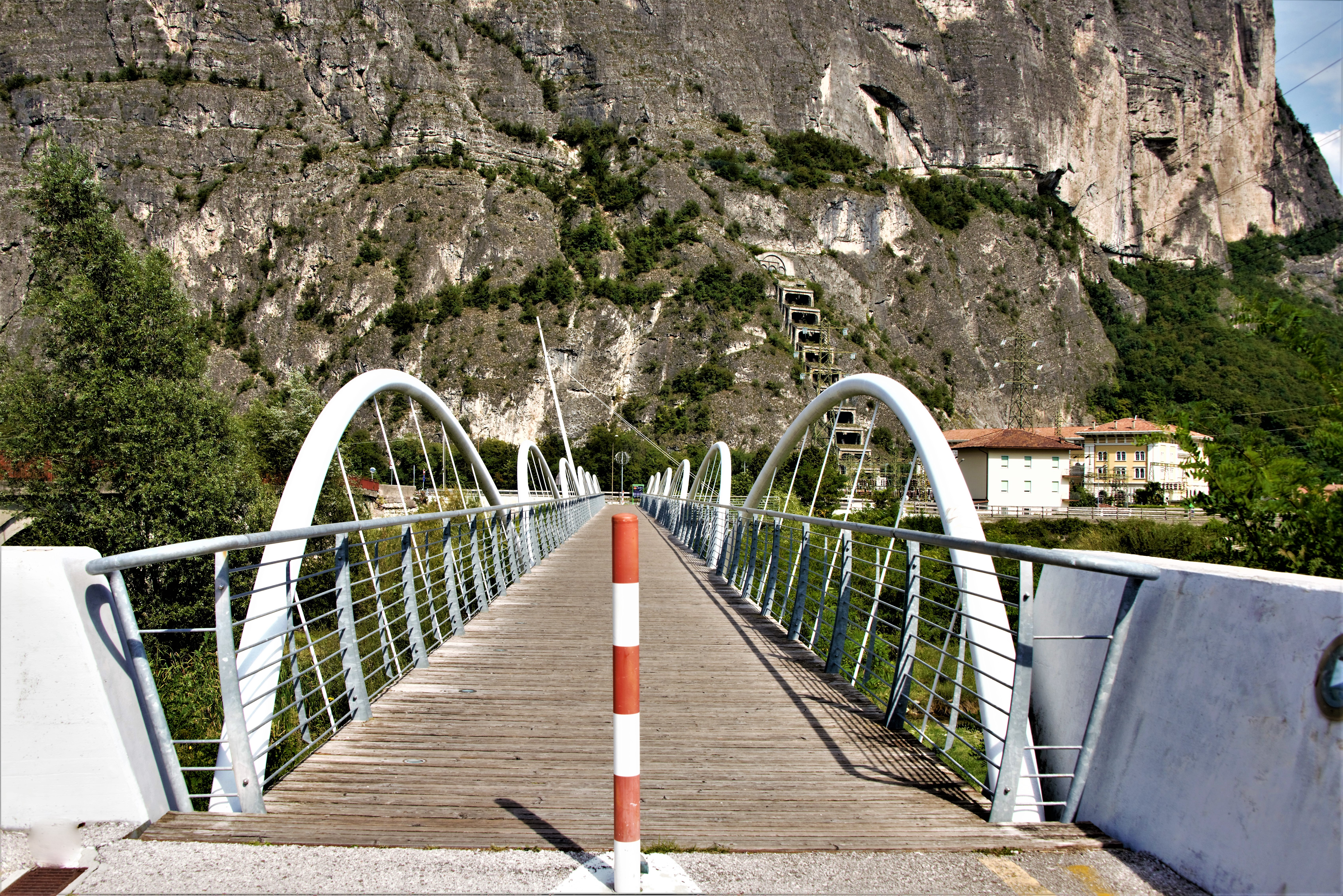
Cesta k elektrárně od Mezzolombarda